# Desmond Douglas
Desmond Douglas MBE född 20 juli 1955, på Jamaica är en engelsk bordtennisspelare. Hans främsta merit är vinsten i Europa Top 12 1987.
Han växte upp i Handsworth, Birmingham, West Midlands. Han var en offensiv, vänsterhänt spelare, känd för sin hoppsmash. Han var även känd för sin backhandblockering, blandad med en kraftfull topspin forehand.
Douglas vann Engelska mästerskapen i herrsingel 11 gånger, dubbel 15 gånger och i mixed dubbel 4 gånger. Han var som bäst rankad som 7:a i världen och 3:a på den europeiska rankinglistan. Han spelade för Storbritannien i OS i Seoul 1988, i både singel och dubbel, i dubbel spelade han tillsammans med Sky Andrew.
Douglas är fortfarande aktivt inom bordtennisen. Han arbetar som tränare över hela landet och hjälper några av de mest lovande unga engelska ungdomarna i Youth Development Squad. Han arbetar även som tränare på Sutton Coldfield College.
Han är gift, har två barn och bor i Walsall, West Midlands.

## Meriter
- Bordtennis VM
  - 1977 i Birmingham
    - kvartsfinal dubbel

  - 1981 i Novi Sad
    - 6:e plats med det engelska laget

  - 1983 i Tokyo
    - 4:e plats med det engelska laget
- Bordtennis EM
  - 1974 i Novi Sad
    - kvartsfinal mixed dubbel

  - 1978 i Duisburg
    - 3:e plats singel
    - kvartsfinal mixed dubbel
    - 2:a plats med det engelska laget

  - 1980 i Bern
    - kvartsfinal singel
    - 2:a plats mixed dubbel med

  - 1984 i Moskva
    - kvartsfinal dubbel

  - 1986 i Prag
    - kvartsfinal singel
    - kvartsfinal mixed dubbel med Linda Jarvis-Howard

  - 1988 i Paris
    - 2:a plats med det engelska laget

  - 1990 i Göteborg
    - kvartsfinal dubbel
- Samväldesspelen i bordtennis
  - 1973 i Cardiff
    - 1:a plats med det engelska laget

  - 1975 i Melbourne
    - 1:a plats dubbel
    - 1:a plats mixed dubbel
    - 1:a plats med det engelska laget

  - 1985 i Douglas
    - 1:a plats singel
    - 2:a plats dubbel
    - 1:a plats mixed dubbel
    - 1:a plats med det engelska laget
- Europa Top 12
  - 1978 i Prag -
  - 1979 i Kristianstad 2:a
  - 1980 i München 4:a
  - 1981 i Miskolc 6:a
  - 1982 i Nantes 3:a
  - 1983 i Cleveland 2:a
  - 1985 i Barcelona 6:a
  - 1986 i Södertälje 2:a
  - 1987 i Basel 1:a
  - 1989 i Charleroi 10:a